# Joseph Weiler
Joseph H. H. Weiler (Johannesburgo, 2 de septiembre de 1951) constitucionalista estadounidense de origen judío, es profesor de la New York University y del Colegio de Europa, de Brujas.

## Carrera docente
Sus antepasados son originarios de Gerona. Desde allí escapó Joseph Halevi en 1391 huyendo de la gran masacre de judíos en España hacía Moldavia.
Dirigió el Centro Jean Monnet de Estudios europeos e internacionales de la New York University y actualmente es presidente del Instituto Universitario Europeo con sede en Florencia. Está considerado uno de los más importantes estudiosos de la integración europea.
Es miembro de la American Academy of Arts and Sciences.
Weiler es además profesor en la Universidad Nacional de Singapur; profesor honorario en la Universidad de Londres, en la Universidad de Copenhague; y codirector de la Academia de Derecho Internacional Comercial en Macao, China. Enseñó Derecho en la Universidad de Míchigan (1985-1992). Fue catedrático Jean Monnet en la Universidad de Harvard (1992-2001).
Representó a Italia ante el Tribunal Europeo de Derechos Humanos, que acabó anulando la decisión de la Cámara que establecía que el Estado no podía imponer sìmbolos religiosos en las aulas, por quince votos contra dos.

## Distinciones
- Doctor honoris causa por la Universidades de Navarra
- Doctor honoris causa por la CEU San Pablo.[2]
- Premio Ratzinger (2022)[5][6]

## Obras

### Libros
- Un’Europa cristiana (BUR Saggi, 2003)
- Integration in an Expanding European Union: Reassessing the Fundamentals (Blackwell Publishing, 2003) (ed. with I. Begg and J. Peterson)
- European Constitutionalism Beyond the State (Cambridge University Press, 2003) (with M. Wind)
- The European Court of Justice (Academy of European Law, EUI / Oxford University Press, 2001) (ed. with G. de Búrca)
- L'Italia in Europa - Profili istituzionali e costituzionali (2000) (with M. Cartabia)
- The EU, the WTO, and the NAFTA: Towards a Common Law of International Trade? (Oxford University Press, 2000)
- What Kind of Constitution for What Kind of Polity?: Responses to Joschka Fischer (Robert Schuman Centre, EUI, 2000) (ed. with C. Joerges and Y. Mény)
- The Constitution of the Common Market Place: The Free Movement of Goods (1999)
- Kompetenzen Und Grundrechte--Beschränkungen Der Tabakwerbung Aus Der Sicht Des Europarechts (1999)
- The Constitution of Europe (Cambridge University Press, 1999)
- The European Court and National Courts: Doctrine and Jurisprudence (ed. 1998)
- Der Fall Steinmann (1998 and Supp. 2000) (with trans. Michael Cochu)

### Ediciones en español
- Stith, Richard T.; Weiler, Joseph H. H. (2001). Dos visiones norteamericanas de la jurisdicción de la Unión Europea. Universidad de Santiago de Compostela. ISBN 978-84-8121-852-7.
- Weiler, Joseph H. H. (2003). Una Europa cristiana. Encuentro Ediciones. ISBN 978-84-7490-701-8.
- Weiler, Joseph H. (1995). Europa fin de siglo. Centro de Estudios Políticos y Constitucionales. ISBN 978-84-259-0990-0.
- Joseph Ratzinger (Benedicto XVI), Andrè Glucksmann, Joseph Weiler et al. (2008). Dios salve la razón. Ediciones Encuentro. ISBN 978-84-7490-915-9.